# The Arrival (album Deadlock)
The Arrival – debiutancki album studyjny grupy Deadlock, wydany w 2002 roku przez Winter Recordings.

## Lista utworów
1. „Opening The Gates...” – 2:36
2. „With A Smile On My Face” – 6:50
3. „Killing The Time With Haemoglobin” – 11:03
4. „Spring Awoken” – 4:08
5. „The More Money They Get, The Colder Their Hearts” – 5:55
6. „Menschanhand” – 5:11
7. „This Winter Day's Magic” – 5:11
8. „Lebe Wohl” – 5:39
9. „Prealudium” – 2:15
10. „Love, I Think I Had Never Felt It Before, So I Cannot Say That I Have Felt It This Time, But You Were My Everything” – 4:43
11. „... For The New Prophets” – 7:59